# Pore Mosuliszwili
Pore (Kristepore) Mosuliszwili (gruz. ფორე (ქრისტეფორე) მოსულიშვილი, ros. Форе (Христофор) Николаевич Мосулишвили; ur. 20 lipca?/2 sierpnia 1916 we wsi Kwemo w Kachetii, zm. w grudniu 1944 w prowincji Novara) – radziecki wojskowy narodowości gruzińskiej, uczestnik włoskiego ruchu oporu, Bohater Związku Radzieckiego (1990).

## Życiorys
Po ukończeniu technikum rolniczego pracował w kołchozie, od 1939 służył w Armii Czerwonej, od czerwca 1941 walczył w wojnie z Niemcami. W 1944 przebywając w niemieckiej niewoli, zorganizował ucieczkę ok. 70 jeńców z obozu na terytorium Włoch; uciekinierzy po zdobyciu dużej ilości broni i amunicji połączyli się z włoskimi partyzantami antyfaszystowskimi. Został pomocnikiem dowódcy międzynarodowego oddziału partyzanckiego 118 Brygady Partyzanckiej. W jednej z walk zginął. Został pochowany w Aronie. Jego imieniem nazwano ulicę w Tbilisi oraz kołchoz i ulica w rodzinnej wsi.

## Odznaczenia
- Złota Gwiazda Bohatera Związku Radzieckiego (pośmiertnie, 5 maja 1990)
- Order Lenina (pośmiertnie, 5 maja 1990)
- Order Wojny Ojczyźnianej I klasy (pośmiertnie, 3 października 1972)
- Złoty Medal za Męstwo Wojskowe (Włochy, pośmiertnie 28 lutego 1970)
- Medal Garibaldiego (Włochy, pośmiertnie)